# Eric Orr
Eric Orr (8. Dezember 1939 in Covington – 13. November 1998 in Venice Beach) war ein US-amerikanischer Maler und Installationskünstler.

## Leben und Werk
Eric Orr wurde 1939 in Kentucky geboren und lebte bis 1998 in Venice Beach. Er studierte bis 1965 ohne formalen Abschluss an fünf Hochschulen (University of Cincinnati, New School of Social Research, University of California, Berkeley, Nationale Autonome Universität von Mexiko, Ecole de Paraphysiques in Paris). Orr begann 1969 eine Weltreise und besuchte in Burma, Japan, Ägypten, und Indien heilige Stätten. Eric Orr war seit 1982 verheiratet und hatte zwei Kinder. Die Künstlerin und Filmemacherin Elizabeth Orr ist seine Tochter.
Sowohl seine Installationen als auch seine Malereien fertigt Orr unter anderem aus Stein, Metall, Wasser, Feuer, Knochen, Blattgold, Blut und Blei. Orr hat auch Wasserinstallationen realisiert. „Sound Tunnel“ (1969) wurde 1982 auf der documenta 7 in Kassel ausgestellt.

## Film
Crazy Wisdom: The Life And Work Of Eric Orr ist eine Dokumentation von Elizabeth Orr mit Interviews mit Larry Bell, Judy Chicago, Kurator Maurice Tuchman, und Kunsttheoretiker Thomas McEvilley